# La Deuxième Vérité
Pour plus de détails, voir Fiche technique et Distribution.
La Deuxième Vérité est un téléfilm policier français réalisé par Philippe Monnier en 2003.

## Synopsis
Lucie Forest, 17 ans, a été retrouvée étranglée près des Champs-Clos, une usine désaffectée de Larches, dans le nord de la France, célèbre pour son équipe de basket. Paul Verrier, un jeune enquêteur du SRPJ de Lille, est dépêché sur place pour mener l'enquête. Deux marginaux feraient de parfaits suspects pour le commissaire Morini, qui n'a qu'une hâte, classer cette affaire. Mais malgré les diverses pressions exercées sur lui, Verrier les écarte de sa liste : certains détails l'intriguent. Malgré le peu de coopération de la population locale, Verrier découvre que Lucie était très liée à la star de l'équipe de basket, Nicolas Misravic...

## Fiche technique
- Réalisation : Philippe Monnier, assisté d'Alain Nauroy
- Scénario : Jacques Santamaria
- Diffusion : sur France 3 en 2 parties : Le Crime des champs clos (1er mars 2003), La Petite Fille qui parlait aux oiseaux (2 mars 2003)

## Distribution
- Julien Boisselier : Capitaine Paul Verrier
- Michel Duchaussoy : Juge Jean-Baptiste Gravenoire
- Marie-Christine Barrault : Mathilde
- Jean-Paul Comart : Commissaire Morini
- Marie Mouté : Axelle
- Louise Monot : Charlie
- Camille de Pazzis : Lucie Forest
- Lolita Franchet : Bénédicte
- Pascal Elso : Bertrand Gassin
- Jean-Luc Porraz : Maître Sylvain Wastiaux
- Delphine Rollin : Isabelle Gastin
- Jean Dell : Procureur Lurs
- Raphaël Personnaz : Mathias Lacroix
- Pierre Douglas : Commissaire Kraft
- Elie Axas : Madeleine
- Claude Chabrol : Docteur Julien Lecoeur
- Florence Thomas : Mary Gravenoire
- Stéphane Metzger : Nicolas Misravic
- Michaël Morgante : le coéquipier de Nicolas Misravic